# Yeo Kab-soon
Yeo Kab-soon (in hangŭl: 여갑순; Seul, 8 maggio 1974) è una tiratrice a segno sudcoreana.

## Palmarès

### Olimpiadi
- 1 medaglia:
  - 1 oro (Barcellona 1992 nella carabina 10 metri aria compressa)